# Radiologisches Notfallmanagement
Das radiologische Notfallmanagement in Deutschland bezieht sich auf ungeplante Ereignisse, die Expositionen mit ionisierender Strahlung zur Folge haben und sich nachteilig auf Menschen, die Umwelt oder Sachgüter auswirken können. Solche Ereignisse sind radiologische Notfälle im Sinn von § 5 Abs. 26 des Strahlenschutzgesetzes (StrlSchG). Die von ihnen verursachten Lagen sind Notfallexpositionssituationen im Sinn von § 2 Abs. 3 des StrlSchG.

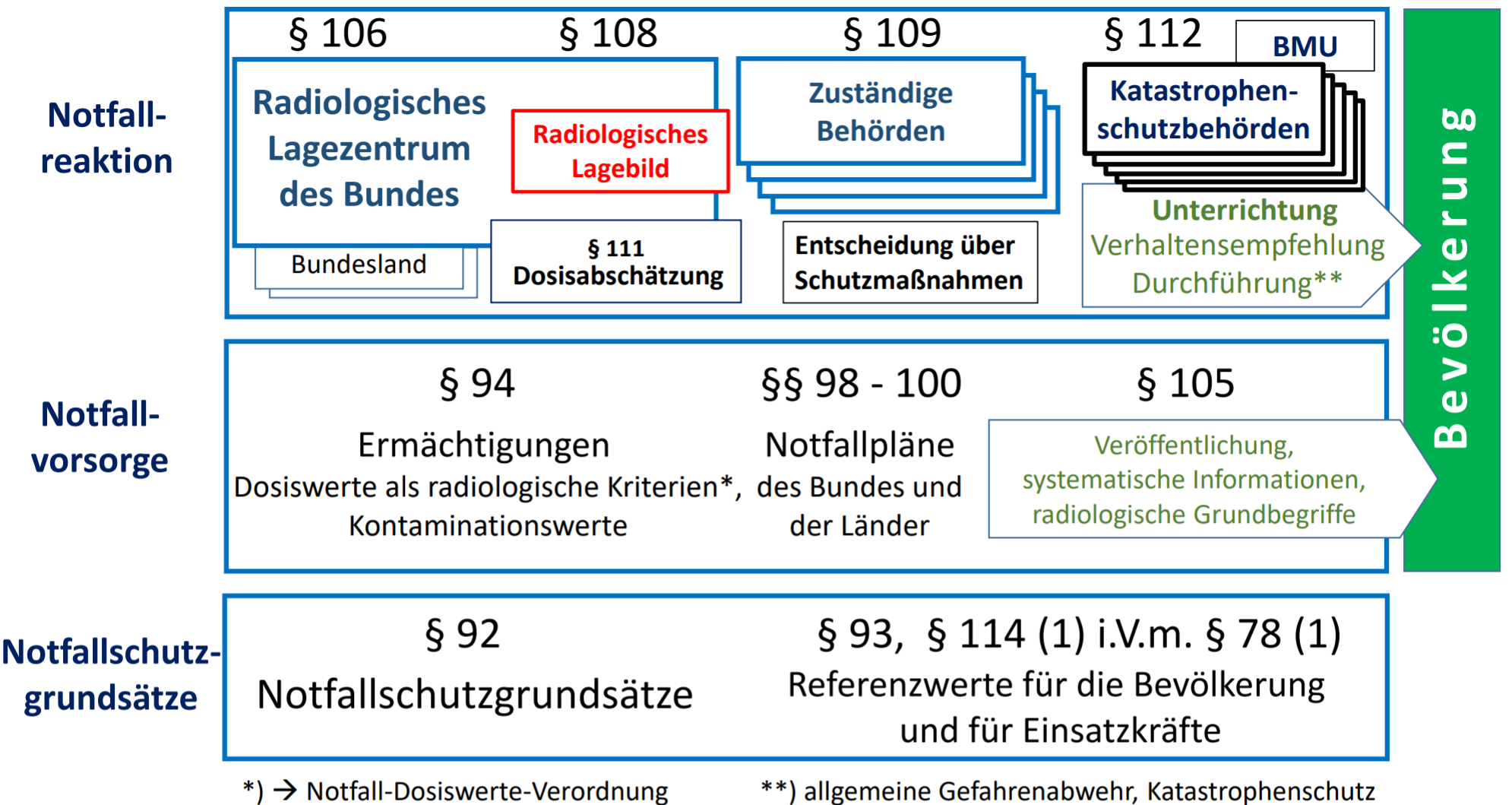
Veranschaulichung des radiologischen Notfallmanagements nach Teil 3 des Strahlenschutzgesetzes (StrlSchG)

Der Strahlenschutz bei Notfallexpositionssituationen und das radiologische Notfallmanagement richten sich nach den Maßgaben von Teil 3 des StrlSchG „Strahlenschutz bei Notfallexpositionssituationen“.

## Fallunterscheidungen
Von Notfallexpositionssituationen zu unterscheiden sind „geplante“ und „bestehende“ Expositionssituationen.
Hat sich die Lage am Ende einer Notfallexpositionssituation weitgehend stabilisiert, sind aber weiterhin Schutzmaßnahmen erforderlich, geht diese zunächst in eine „nach einem Notfall bestehende“ Expositionssituation gemäß Teil 4 Kapitel 1 des StrlSchG über. Ein Beispiel wäre die Rückkehr in ein evakuiertes Gebiet nach einer Wartezeit, innerhalb der eine radioaktive Kontamination hinreichend abgeklungen ist. Der Übergang zu einer „bestehenden“ Expositionssituation orientiert sich an einer effektiven Jahresdosis von 1 Millisievert (mSv).
Bei radiologischen Notfällen wird gem. § 5 Abs. 26 StrlSchG unterschieden zwischen:
- Überregionaler Notfall: Ein Notfall im Bundesgebiet, dessen nachteilige Auswirkungen sich voraussichtlich nicht auf ein Bundesland beschränken werden, in dem er sich ereignet hat, oder ein Notfall außerhalb des Bundesgebietes, der voraussichtlich innerhalb des Geltungsbereichs des StrlSchG nicht nur örtliche nachteilige Auswirkungen haben wird.
- Regionaler Notfall: Ein Notfall im Bundesgebiet, dessen nachteilige Auswirkungen sich voraussichtlich im Wesentlichen auf das Bundesland beschränken werden, in dem er sich ereignet hat.
- Lokaler Notfall: Ein Notfall, der voraussichtlich im Geltungsbereich des StrlSchG im Wesentlichen nur örtliche nachteilige Auswirkungen haben wird.

Kategorien des Strahlenschutzes in allen Expositionssituationen sind die
- Exposition der Bevölkerung,
- berufliche Exposition,
- medizinische Exposition.

Im radiologische Notfallmanagement stellt hiervon die Exposition der Einsatzkräfte eine besondere Form der beruflichen Tätigkeit unter Strahlenexposition dar.

## Radiologische Notfallschutzgrundsätze
Generell gilt der Strahlenschutzgrundsatz, dass die Exposition der Bevölkerung und der Einsatzkräfte sowie die Kontamination der Umwelt bei einem radiologischen Notfall unter Beachtung des Standes der Wissenschaft und unter Berücksichtigung aller Umstände des Notfalls durch angemessene Maßnahmen auch unterhalb festgelegter Referenzwerte so gering wie möglich zu halten sind (§ 92 Abs. 3 StrlSchG).
In einem Notfall gilt zum Schutz der Bevölkerung für die Exposition von Einzelpersonen ein Referenzwert für die effektive Dosis von 100 mSv im ersten Jahr nach dessen Eintritt (§ 93 Abs. 1 StrlSchG).
In einer nach einem Notfall bestehenden Expositionssituation sind, solange eine Jahresdosis von 1 mSv nicht unterschritten wird, zur Dosisbegrenzung der Bevölkerung Referenzwerte nach § 118 Abs. 4 oder Abs. 6 StrlSchG anzuwenden. Dabei darf eine effektive Dosis von 20 mSv im Jahr nicht überschritten werden.
Einsatzkräfte sollen in Analogie zu „beruflich exponierten Personen“ durch ihren Einsatz keine effektive Dosis über 20 mSv erhalten (§ 114 Abs. 1 i. V. m. § 78 Abs. 1 StrlSchG). Wenn es zum Schutz von Leben oder Gesundheit erforderlich ist, kann in Verbindung mit strengen Auflagen ein höherer Referenzwert (100 mSv) angewandt werden (§ 114 Abs. 2 StrlSchG).

## Integriertes Krisenmanagement in Deutschland
In Deutschland ist die Aufbau- und Ablauforganisation des Krisenmanagements von Notfällen vielfältig. Es liegt nicht in einer Hand. Gleichwohl hat die Zusammenarbeit zwischen den
- für das Krisenmanagement zuständigen Bundesbehörden,
- für die Durchführung von Schutzmaßnahmen zuständigen Katastrophenschutzbehörden der Bundesländer sowie
- den unterstützenden Kräften in Gestalt des Technischen Hilfswerks (THW), der Polizei, der Feuerwehr, weiteren Hilfsorganisationen und von Fachstellen

ein hohes Niveau erreicht und wird laufend verbessert. Das gilt auch für die jeweils zur Verfügung stehenden technischen Voraussetzungen. Das zugrunde liegende Risikomanagement ist ebenfalls entsprechend integriert. Tragendes Instrument dieser Zusammenarbeit ist das gemeinsame Melde- und Lagezentrum (GMLZ) des Bundesamts für Bevölkerungsschutz und Katastrophenhilfe (BBK). Dieses Lagezentrum ist ständig in Bereitschaft. Gesetzliche Grundlagen sind  u. a. das Zivilschutz- und Katastrophenhilfegesetz (ZSKG) auf Bundesebene und die Katastrophenschutzgesetze in Verbindung mit den Gesetzen über die öffentliche Sicherheit und Ordnung sowie dem Polizei- und Ordnungsrecht auf Länderebene.
Das radiologische Notfallmanagement nach dem StrlSchG stützt sich auf dieses eingespielte, integrierte System des Krisen- und Risikomanagements. Es ergänzt dieses um weitere radiologische Komponenten, einschließlich der radiologischen Notfallvorsorge als Voraussetzung für ein wirksames radiologisches Notfallmanagement.

## Radiologische Notfallvorsorge
Die radiologische Notfallvorsorge zielt auf die Bereitstellung und Weiterentwicklung strahlenschutzfachlicher Grundlagen, rechtlicher, organisatorischer, personeller und sachlicher Voraussetzungen, sowie auf deren Erhalt durch Notfallübungen.
Tragende Elemente sind die gemäß StrlSchG zu erstellenden Notfallpläne. Sie betrachten definierte Referenzszenarien und umfassen
- einen Allgemeinen Notfallplan des Bundes (§ 98 StrlSchG),
- Besondere Notfallpläne bestimmter Bundesbehörden (§ 99 StrlSchG) und
- Allgemeine und Besondere Notfallpläne der Bundesländer (§ 100 StrlSchG).

Das StrlSchG macht dazu inhaltliche Vorgaben.
Der Allgemeine Notfallplan des Bundes (ANoPl-Bund) wurde im November 2023 erlassen und als Allgemeine Verwaltungsvorschrift veröffentlicht. Er setzt die Vorgaben des StrlSchG in Strategien zum Schutz von Bevölkerung und Einsatzkräften um. Dazu definiert er fünfzehn Referenzszenarien, kategorisiert Ereignisabläufe und konkretisiert die Anwendung gesetzlicher Maßgaben anhand lagebezogener und radiologischer Kriterien. Der ANoPl-Bund ist Grundlage für angemessene, koordinierte und zielführend optimierte Abläufe im radiologischen Notfallmanagement. Zu den zu berücksichtigenden Grenz-, Referenz- und Richtwerten sowie zu deren Geltungs- und Anwendungsbereichen einschließlich diesbezüglicher Kriterien gibt der ANoPl-Bund einen umfassenden Überblick.
Bis die übrigen Notfallpläne erlassen sind, gelten vorhandene einschlägige Dokumente als vorläufige Notfallpläne (vgl. § 97 Abs. 5, Anl. 4 und Anl. 5 StrlSchG).
Von zentraler Bedeutung in der radiologischen Notfallvorsorge ist die Fähigkeit zu einer schnellen Reaktion in einem radiologischen Notfall. Schutzmaßnahmen für die Bevölkerung, über die unmittelbar nach Eintritt sowie in einer frühen Phase eines radiologischen Notfalls entschieden werden muss, umfassen die
- Aufforderung zum Aufenthalt in Gebäuden.
- Verteilung von Jodtabletten oder Aufforderung zur Einnahme von Jodtabletten.
- Evakuierung.

Als Kriterien und Entscheidungshilfe für das Auslösen dieser Maßnahmen wurden Notfall-Dosiswerte definiert. Sie sind in der Notfall-Dosiswerte-Verordnung (NDWV) auf der Grundlage von § 94 Abs. 1 StrlSchG in der Notfall-Dosiswerte-Verordnung (NDWV) konkret ausgeführt.
Die Notfall-Dosiswerte haben nicht den Charakter von Grenz- oder Referenzwerten. Sie beziehen sich auf die Dosis, die eine fiktive Bezugsperson nach Eintritt des Notfalls ohne Schutzmaßnahmen bei ununterbrochenem Aufenthalt im Freien innerhalb von sieben Tage theoretisch erhalten würde. Als Dosiswerte gelten eine effektive Dosis von 10 mSv bezüglich des Aufenthalts in Gebäuden, 100 mSv bezüglich einer Evakuierung sowie eine Folge-Organ-Äquivalentdosis der Schilddrüse von 50 bzw. 250 mSv bezüglich der Einnahme von Jodtabletten je nach betroffener Personengruppe (Kinder und Jugendliche unter 18 Jahren sowie Schwangere bzw. Personen im Alter von 18 bis 45 Jahren).
Das StrlSchG enthält ferner eine Ermächtigung zum Erlass von Rechtsverordnungen über Kontaminationswerte (insbesondere von Lebens- und Futtermitteln), die erforderlichenfalls lagebezogen erlassen werden können (§ 94 Abs. 2) StrlSchG. Europäische Rechtsakten sind dabei vorrangig und liegen als Verordnungen, die bei einem Notfall umgehend in Kraft gesetzt werden können, bereits seit längerem vor.
Wenn es die Lage erfordert, können auf der Grundlage des StrlSchG auch befristete Eilverordnungen durch bestimmte Bundesministerien erlassen werden.
Zur radiologischen Notfallvorsorge gehört auch, die Bevölkerung über
- die Notfallpläne,
- dort berücksichtigte Notfälle bzw. Referenzszenarien und deren Folgen für Bevölkerung und Umwelt sowie
- Grundbegriffe der Radioaktivität und ihre Auswirkungen auf den Menschen und die Umwelt

aktiv und systematisch zu informieren (§ 105 StrlSchG).

## Notfallreaktion
Erste Reaktion nach Eintritt eines radiologischen Notfalls ist eine sachkundige Lagebeurteilung.
Hierfür bildet das Bundesumweltministerium (BMUV) bei Eintritt des Notfalls zusammen mit verschiedenen Bundesbehörden das Radiologische Lagezentrum des Bundes (§ 106 StrlSchG). Nur bei einem lokalen Notfall, unter Umständen auch bei einem regionalen Notfall könnte darauf verzichtet werden. Voraussetzung wäre, dass eine Beurteilung durch das betroffene Bundesland in Verbindung mit dem Betreiber der ggf. betroffenen kerntechnischen Anlage den Schutz der Bevölkerung hinreichend gewährleistet.
Mitglieder des Radiologischen Lagezentrums des Bundes sind neben dem BMUV
- das Bundesamt für Strahlenschutz (BfS),
- das Bundesamt für Bevölkerungsschutz und Katastrophenhilfe (BBK),
- das Bundesamt für die Sicherheit der nuklearen Entsorgung (BASE),
- die Gesellschaft für Anlagen- und Reaktorsicherheit (GRS),
- die Reaktorsicherheitskommission (RSK) und die Strahlenschutzkommission (SSK).

Das BfS erstellt im Rahmen des radiologischen Lagezentrums ein radiologisches Lagebild (§ 108 StrlSchG). Darin sind alle wichtigen Informationen zum Unfallgeschehen, vorliegende Messergebnisse aus der Umweltüberwachung (insbesondere durch das integrierte Mess- und Informationssystem zur Überwachung der Radioaktivität IMIS), Dosisabschätzungen (§ 111 StrlSchG) und Prognosen zusammengefasst.
Auf der Basis dieses Lagebilds schätzt das radiologische Lagezentrum die Auswirkungen auf die betroffene Bevölkerung und die Umwelt ab und empfiehlt alle notwendigen Notfallschutzmaßnahmen. Dazu bewertet es das Lagebild
- in Umsetzung der vorsorglich erstellten, szenarienspezifischen Notfallpläne
- unter Anwendung der mit der radiologischen Notfallvorsorge definierten Kriterien und
- unter Beachtung der radiologischen Notfallschutzgrundsätze.

Die Empfehlungen des radiologischen Lagezentrums fließen zur weiteren Entscheidung, welche Maßnahmen zu treffen sind, in das integrierte Krisenmanagement (siehe o.a. Abschnitt „Integriertes Krisenmanagement in Deutschland“) ein (vgl. § 109 StrlSchG).
Die schließlich getroffenen Entscheidungen berücksichtigen auch die weiteren, über den radiologischen Rahmen hinausgehenden Aspekte. Dazu gehören insbesondere die Rechtsvorschriften, einschließlich europäischer Rechtsakten, die für die zu treffenden Maßnahmen gelten, die Versorgungssicherheit der Bevölkerung, die öffentliche Sicherheit, gesellschaftspolitische, gesundheitspolitische und volkswirtschaftliche Aspekte und sonstige Sachzwänge.

## Durchführung und Unterrichtung der Bevölkerung
Die Durchführung der getroffenen Maßnahmenentscheidungen und die damit verbundene Unterrichtung der betroffenen Bevölkerung erfolgen auf Länderebene. Sie werden mit dem Bund abgestimmt und erforderlichenfalls durch diesen unterstützt. Zuständige Behörden sind in erster Linie die Katastrophenschutzbehörden der Bundesländer.
Bei regionalen und überregionalen Notfällen unterrichtet das BMUV die Bevölkerung und gibt Verhaltensempfehlungen (§ 112 Abs. 3 StrlSchG).
Für die Unterrichtung der Bevölkerung gibt das StrlSchG inhaltliche Vorgaben.

## Mess- und Informationssysteme
Das Integrierte Mess- und Informationssystem Integriertes Mess- und Informationssystem IMIS ist die wichtigste Quelle für die im radiologischen Lagebild benötigten Messdaten. Es stellt permanent und flächendeckend Messergebnisse in Form der Gamma-Ortsdosisleistung bereit. Gemessen und überwacht werden außerdem die Ausbreitung von radioaktiven Stoffen durch Luft und Wasser sowie die Kontamination des Bodens und von Lebens- und Futtermitteln.
Zu den Messnetzen des IMIS tragen bei:
- Bundesamt für Strahlenschutz (BfS) mit etwa 1.800 Messstellen zur Überwachung der bodennahen Gamma-Ortsdosisleistung.
- Deutscher Wetterdienst (DWD) mit 48 Messstellen zur Überwachung der Umweltradioaktivität von Luft und Niederschlag.
- Bundesanstalt für Gewässerkunde (BfG) mit 40 Messstellen zur Überwachung der Bundeswasserstraßen (Flüsse und Kanäle).
- Bundesamt für Seeschifffahrt und Hydrografie (BSH) mit 12 Messstellen zur Überwachung der Küstengewässer.
- etwa 40 spezialisierte Labors der Länder zur Messung der Radioaktivitätskonzentration verschiedener Umweltmedien, beispielsweise Trinkwasser oder Lebens- und Futtermittel.

Zusätzlich verfügt das IMIS über mobile Messstellen des BfS und der Bundesländer.
Die Bundespolizei stellt in einem radiologischen Notfall dem BfS Hubschrauber zur Messung der am Boden abgelagerten Radioaktivität zur Verfügung. Sie werden mit Messgeräten des BfS bestückt.
Für Abschätzungen und Prognosen verfügt das IMIS über das digitale Fachinformationssystem und Entscheidungshilfemodell RODOS („Realtime Online Decision Support System“). Es berechnet in einem radiologischen Notfall die zukünftige Umweltkontamination und die zu erwartenden Strahlendosen der betroffenen Bevölkerung. Diese Prognosen bilden eine wichtige Grundlage für das radiologische Lagebild.